# سيلفر ليك (شركة استثمارية)
سيلفر ليك لإدارة التكنولوجيا ذ. م .م، هي شركة استثمار خاصة أمريكية عالمية تركز على التكنولوجيا والاستثمارات المعتمدة على التكنولوجيا. يقع المقر الرئيسي لشركة سيلفر ليك في وادي السيليكون ونيويورك، ولها مكاتب في لندن وهونج كونج وسنغافورة.
في يونيو 2023 احتلت شركة سيلفر ليك المرتبة الحادية عشرة في تصنيف بيه إي آي300 لشركة الدولية للأسهم الخاصة لأكبر شركات الأسهم الخاصة في العالم.

## تاريخ
تأسست شركة سيلفر ليك في عام 1999، في ذروة طفرة التكنولوجيا في أواخر التسعينيات، بهدف القيام باستثمارات الأسهم الخاصة في شركات التكنولوجيا الناضجة بدلاً من الشركات الناشئة التي يسعى إليها المستثمرون المغامرون بدرجة نشطة. من بين مؤسسي الشركة كان جيم ديفيدسون الذي قاد أعمال الخدمات المصرفية الاستثمارية التكنولوجية في هامبريشت آند كويست وديفيد روكس الذي كان لديه خلفية تشغيلية وريادية بعد أن عمل رئيسًا ومديرًا تنفيذيًا لشركة تحرير التقنيات ونائبًا تنفيذيًا للرئيس في شركة أوراكل ونائبًا أول للرئيس في لوتس للتطوير العقاري وروجر ماكنامي ، كممثل لشركةشركاء إنتجرال كابيتال وهو صندوق استثماري هجين قام باستثمارات في شركات مدرجة في البورصة واستثمارات رأس المال الاستثماري في الشركات الناشئة في المراحل المبكرة. وجلين هاتشينز الذي جاء من مجموعة بلاكستون وعمل كمستشار خاص للسياسة الاقتصادية والرعاية الصحية في إدارة كلينتون المبكرة وعمل سابقًا في توماس إتش لي بارتنرز.
جمعت الشركة صندوقها الأول -شركاء سيلفر ليك- بمبلغ 2.3 مليار دولار من التزامات المستثمرين. كان أول صندوق لشركة سيلفر ليك من بين أفضل الصناديق أداءً في تاريخها.
جُمع الصندوق الثاني للشركة -سيلفر ليك بارتنرز II- في عام 2004 بمبلغ 3.6 مليار دولار من الالتزامات.
جُمع الصندوق الثالث للشركة -سيلفر ليك بارتنرز III- في عام 2007 بمبلغ 9.6 مليار دولار من الالتزامات. وفي عام 2007 أيضاً، أطلقت الشركة شركة استثمارية متوسطة الحجم وهي سيلفر ليك سوميرو وقامت بتعيين أجاي شاه وفريق الاستثمار السابق في شركة شاه كابيتال بارتنرز. أتمت شركة سوميرو جمع الأموال لصندوقها الأول في عام 2008 بمبلغ 1.1 مليار دولار من رأس المال.
في عام 2011 أُطلقت شركة سيلفر ليك كرافتويرك لتوفير رأس المال النمو للشركات في المراحل اللاحقة في مجال التكنولوجيا والأعمال المعتمدة على التكنولوجيا في قطاعات العمليات والطاقة والموارد.
بعد بيع سكايب لشركة مايكروسوفت في عام 2011 اتُهمت شركة سيلفر ليك بحرمان موظفي سكايب بأسلوب غير عادل من مكاسب الخيارات. كانت القضية تتعلق ببند في اتفاقية منح خيار الأسهم لموظفي سكايب. وقد أعطى حق إعادة الشراء لشركة سكايب السلطة لإعادة شراء الأسهم بسعر المنحة، عندما يترك الموظف الشركة، حتى عندما تصبح هذه الأسهم مكتسبة.
في عام 2013 جمعت الشركة صندوقها الرابع -سيلفر ليك بارتنرز IV- والذي أغلق في عام 2013 عند 10.3 مليار دولار من رأس المال الملتزم.
في عام 2017 جمعت الشركة صندوقها الخامس-سيلفر ليك بارتنرز V- والذي أغلق عند 15 ملياردولار من الالتزامات. و تقاعد جيم ديفيدسون من لجنة الشركاء الإداريين.
في سبتمبر 2020 أُعلن أن شركة سيلفر ليك تجري مفاوضات لاستثمار أكثر من 1 مليار دولار في شركة التجزئة الهندية ريلاينس ريتيل .
في يناير 2021 جمعت الشركة 20 مليار دولار لصندوقها السادس-سيلفر ليك بارتنرز VI- في ديسمبر. اشترت شركة سيلفر ليك حصة أقلية قدرها 33.3% في الدوري الأسترالي للمحترفين، المعروف أيضًا باسم أي بيه إل -المجموعة مسؤولة عن تنظيم دوريات كرة القدم الوطنية الأسترالية- وهي دوري الدرجة الأولى الأسترالي للرجال ودوري الدرجة الأولى الأسترالي للسيدات ودوري الدرجة الأولى الأسترالي للشباب، كما تمتلك سيلفر ليك أيضًا حصة في مجموعة سيتي لكرة القدم، التي تمتلك نادي ملبورن سيتي إف سي في الدوري الأسترالي. قدرت شركة سيلفر ليك قيمة أي بيه إل والشركات التابعة لها بأكثر من 300 مليون دولار أمريكي.
في مايو 2024 جمعت الشركة 20.5 مليار دولار لصندوقها السابع-سيلفر ليك بارتنرز VII.
في نوفمبر 2024 أبرمت شركة سيلفر ليك وشركةشور كابيتال بارتنرز صفقة لإنشاء واحدة من أكبر مجموعات الرعاية البيطرية في الولايات المتحدة بقيمة 8.6 مليار دولار. حيث سيؤدي الاندماج بين الشركاء البيطريين الجنوبيين والشركاء البيطريين للبعثة وكلاهما مملوكة جزئيًا لشركة شور، إلى إنشاء شبكة من المستشفيات والعيادات البيطرية تمتد على أكثر من 750 موقعًا وتولد 580 مليون دولار من الأرباح السنوية.

## الموظفين الرئيسيين
في ديسمبر 2019 عينت شركة سيلفر ليك إيجون ديربان وجريج موندري كرئيسين تنفيذيين مشاركين وقامت بترقية جو أوسنوس إلى الشريك الإداري. كما أعلنت شركة سيلفر ليك عن تعيين كين هاو رئيسًا لمجلس الإدارة ومايك بينجل نائبًا لرئيس مجلس الإدارة والشريك الإداري الفخري، مع إطلاق شركة سيلفر ليك بارتنرز السادسة. في ديسمبر 2023 قامت شركة سيلفر ليك بترقية كريستيان لوكاس إلى الشريك الإداري.

## الاستثمارات
منذ عام 1999 قامت شركة سيلفر ليك باستثمارات نتيجة لمعاملات الاستحواذ بالرافعة المالية واستثمارات نمو الأقلية والاستثمار الخاص في استثمارات الأسهم العامة (بيه آي بيه إي). يوضح الجدول التالي بعض استثمارات الأسهم الخاصة لشركة سيلفر ليك:
| الاستثمارات                 | السنة | القطاع                  | وصف الشركة | المراجع                     |
| --------------------------- | ----- | ----------------------- | --- | --------------------------- |
| أويستر (شركة)               | 2024  | برامج البث              | قادت سيلفر ليك جولة استثمارية بقيمة 59 مليون دولار. | [ 25 ]                      |
| أوديسيفا                    | 2024  | الخدمات السحابية        | قادت سيلفر ليك جولة استثمارية بقيمة 54 مليون دولار لصالح أوداسيفا في عام 2024. | [ 26 ]                      |
| دايموند بيسبول هولدينغز     | 2022  | الرياضة                 | استحوذت سيلفر ليك على ملكية مباشرة من شركة ايندافور التابعة في أواخر عام 2022. حيث تمتلك دايموند بيسبول القابضة وتدير أكثر من 20 فريقا في دوري البيسبول الصغير. | [ 27 ]                      |
| متروبوليس تكنولوجيز         | 2022  | موقف سيارات             | شاركت سيلفر ليك في جولة استثمارية بقيمة 167 مليون دولار. | [ 28 ]                      |
| سوفت وير ايه جي             | 2022  | برامج التكامل والاندماج | استثمرت سيلفر ليك 344 مليون يورو في فبراير 2022. وقد عرضت شراء الشركة مقابل 2.2 مليار يورو في أبريل 2023 | [ 29 ] [ 30 ]               |
| إنتيجريتي                   | 2021  | إنسورتك                 | استثمرت سيلفر ليك 1.2 مليار دولار في ديسمبر 2021 | [ 31 ]                      |
| الدوري الأسترالي لكرة القدم | 2021  | الرياضة                 | استحوذت سيلفر ليك على حصة 33.3٪ في ديسمبر 2021 | [ 32 ]                      |
| المجموعة 42                 | 2021  | تكنولوجيا المعلومات     | أعلنت شركة سيلفر ليك عن استثمار حوالي 800 مليون دولار لمجموعة 42 في أبريل 2021 وهي جزء رئيسي من برنامج الإمارات للاستجابة والتطعيم لكوفيد-19. | [ 33 ] [ 34 ]               |
| كلارنا                      | 2020  | المالية                 | قامت سيلفر ليك باستثمارات في بنك كلارنا بلغ مجموعها 500 مليون دولار في سبتمبر 2020، وذلك بأقل من 5 في المائة للحصة. | [ 35 ]                      |
| جيو                         | 2020  | التجارة الإلكترونية     | استثمرت سيلفر ليك 753 مليون دولار في الوحدة الرقمية لشركة ريلاينس ريتيل بجيو في مايو 2020. استثمرت سيلفر ليك 602 مليون دولار أخرى في الشركة في يونيو 2020. | [ 36 ]                      |
| مجموعة إكسبيديا             | 2020  | التجارة الإلكترونية     | قيام شركة سيلفر ليك وشركة أبولو للإدارة العالمية في 23 أبريل 2020 بدعم عملية زيادة جمع رأس المال الجديد لمجموعة إكسبيديا بقيمة 3.2 مليار دولار. | [ 37 ]                      |
| إير بي إن بي                | 2020  | التجارة الإلكترونية     | استثمرت سيلفر ليك و شركاء الشارع السادس 1 مليار دولار في 6 أبريل 2020. | [ 38 ]                      |
| تويتر                       | 2020  | وسائل التواصل الاجتماعي | قامت سيلفر ليك باستثمار 1 مليار دولار في 9 مارس 2020. | [ 39 ]                      |
| وايمو                       | 2020  | القيادة الذاتية         | قادت سيلفر ليك أول جولة استثمار خارجي لشركة وايمو في 2 مارس 2020. | [ 40 ]                      |
| الميزة الأولى               | 2019  | تحليل العمال            | وافقت سيلفر ليك على الاستحواذ على الميزة الأولى من مجموعة سيمفوني للتكنولوجيا (أس تي جي) مقابل 1.25 مليار دولار في 27 نوفمبر 2019. | [ 41 ]                      |
| مجموعة سيتي لكرة القدم      | 2019  | الرياضة                 | أعلنت سيلفر ليك عن اتفاقية نهائية لاستثمار أسهم بقيمة 500 مليون دولار في مجموعة سيتي لكرة القدم في 27 نوفمبر 2019. | [ 42 ]                      |
| فريلي                       | 2019  | التكنولوجيا الحيوية     | قادت سيلفر ليك جولة استثمارية بقيمة 1 مليار دولار في شركة الفابيت الفرعية في 3 يناير 2019. | [ 43 ]                      |
| سيرفيس ماكس                 | 2018  | تكنولوجيا المعلومات     | أعلنت جنرال إلكتريك الرقمية عن نيتها بيع غالبية سيرفرماكس إلى سيلفر ليك شركاء في 13 ديسمبر 2018، مع الاحتفاظ بحصة أقلية بنسبة 10٪ في مستقبل الشركة. | [ 44 ]                      |
| إيه إم سي                   | 2018  | الترفيه                 | استثمرت سيلفر ليك ألباين 600 مليون دولار في 14 سبتمبر 2018. | [ 45 ]                      |
| غود آر أكس                  | 2018  | الطبابة عن بعد          | اشترت سيلفر ليك 35.3٪ من الأسهم في غود آر أكس في عام 2018، مما أدى إلى تقييم الشركة بمبلغ 2.8 مليار دولار. واستثمرت سيلفر ليك 100 مليون دولار أخرى في غود آر أكس استنادًا إلى طرح خاص حُدد بسعر الاكتتاب العام لشركة غود آر أكس في عام 2020. | [ 46 ]                      |
| آنت جروب                    | 2018  | المالية                 | قامت سيلفر ليك باستثمارات في مجموعة آنت جروب بلغ مجموعها 500 مليون دولار في عام 2018. مع اقتراب آنت جروب من الاكتتاب العام الأولي في عام 2020 ورد أن الشركة كانت تبلغ قيمتها 210 مليارات دولار مقارنة بقيمتها المعلنة لعام 2018 البالغة 150 مليار دولار. ومن شأن هذه الزيادة أن تخلق عائدا بنسبة 40٪ لهذه الأموال إذا كانت ستبيع في الاكتتاب العام بهذا التقييم. | [ 47 ]                      |
| كارما الائتمانية            | 2018  | المالية                 | قامت سيلفر ليك باستثمار ثانوي بقيمة 500 مليون دولار في 28 مارس. | [ 48 ]                      |
| شبكة بلاك هوك               | 2018  | التجارة الإلكترونية     | اشترت سيلفر ليك و بية 2 كابيتال بارتنرز شبكة شبكة بلاك هوك في 16 يناير 2018 وهي شركة تقدم تقنيات وحلول الهدايا والمكافآت والحوافز المدفوعة مُقدَّماً. | [ 49 ]                      |
| دبليو بيه اينجين            | 2018  | تكنولوجيا المعلومات     | استثمرت سيلفر ليك 250 مليون دولار في دبليو بيه اينجين في 4 يناير 2018 وهي منصة تجربة رقمية ورد بريس. | [ 50 ]                      |
| كورنرستون أونديماند         | 2017  | إدارة العمال            | قادت سيلفر ليك جبال الألب استثمارا بقيمة 300 مليون دولار في كورنرستون أونديماند في 8 نوفمبر 2017 وهي شركة برمجيات تعليمية وإدارة رأس المال البشري قائمة على السحابة. | [ 51 ]                      |
| يونيتي تكنولوجيز            | 2017  | محرك اللعب              | أعلنت سيلفر ليك عن استثمار في يونيتي في 24 مايو 2017. | [ 52 ]                      |
| صوفي (شركة)                 | 2017  | المالية                 | قادت سيلفر ليك جولة تمويل من السلسلة اف بقيمة 500 مليون دولار في 24 فبراير 2017. | [ 53 ]                      |
| أنسيستري                    | 2016  | علم الأنساب             | استثمرت سيلفر ليك و جي أي سي في آنسيستوري في 1 أبريل 2016 وهي شركة بيانات تاريخ العائلة عبر الإنترنت واختبار الحمض النووي الشخصي. | [ 54 ]                      |
| سيمانتيك (نورتون لايف لوك)  | 2016  | الأمن السيبراني         | قامت سيلفر ليك باستثمار استراتيجي بقيمة 500 مليون دولار في سيمانتك في 4 فبراير 2016. وأُعلن عن أن شركة سيمانتيك ستستحوذ على بلو كوت في 13 يونيو 2016 واستثمرت سيلفر ليك 500 مليون دولار أخرى بالتزامن مع الصفقة. | [ 55 ]                      |
| سولار ويند                  | 2015  | تكنولوجيا المعلومات     | اشترت سيلفر ليك شركة سولار ويند مقابل 60.10 دولارا للسهم الواحد في 21 أكتوبر 2015 مما يمنح الشركة قيمة إجمالية قدرها 4.5 مليار دولار. طُرحت سولار ويند للاكتتاب العام بناءً على الآي بيه أو في أكتوبر 2018. | [ 56 ]                      |
| إي أم سي                    | 2015  | تكنولوجيا المعلومات     | أعلنت إي أم سي أنها وافقت على عملية شراء شاملة قام بها مايكل ديل وسيلفر ليك مقابل 33.15 دولارا للسهم الواحد في صفقة نقدية معقدة تضمنت تتبع الأسهم في في أم وير في 12 أكتوبر 2015 والتي ظلت شركة مطروحة للتداول العام. وحقق بيع في أم وير إلى برودكوم في نوفمبر 2023 أكبر مكسب على الإطلاق في صناعة الأسهم الخاصة لشركة سيلفر ليك وديل بإجمالي 70 مليار دولار نقداً وأسهمًا. | [ 57 ]                      |
| موتوريلا سولوشنز            | 2015  | تكنولوجيا المعلومات     | استثمرت سيلفر ليك مليار دولار في موتوريلا سولوشنز في سندات عليا قابلة للتحويل لمدة 5 سنوات بسعر 68.50 دولارا للسهم في 5 أغسطس 2015 وذلك لمساعدة الشركة على إقامة شراكات واستثمارات وعمليات استحواذ جديدة لحلول وخدمات السلامة العامة الخاصة بها. ثم بلغت قيمة الشركة 12.6 مليار دولار. واستخدمت موتوريلا سولوشنز أيضا جزءا من الاستثمار لتمويل إعادة شراء الأسهم. | [ 58 ]                      |
| ديل                         | 2013  | تكنولوجيا المعلومات     | أعلنت شركة ديل أنها وافقت على عملية شراء شاملة قام بها مايكل ديل وسيلفر ليك مقابل 13.65 دولارًا أمريكيًا للسهم الواحد نقدًا في 5 فبراير 2013. لم تُضمن أسهم المؤسس والرئيس التنفيذي مايكل ديل وبعض إدارته الرئيسية في عملية الشراء هذه. وقدمت مايكروسوفت مبلغ 2 مليار دولار على شكل قرض للمساعدة في عملية الشراء. عند الانتهاء من الصفقة ألغي إدراج شركة ديل من بورصة ناسداك وبورصة هونج كونج وأصبحت شركة مملوكة للقطاع الخاص بالكامل كما كانت قبل أول طرح عام أولي لها. ووفقًا لمايكل ديل فإن هذه الخطوة جعلت من السهل العمل على استراتيجية نمو طويلة المدى حيث يمكن للشركة اتخاذ خيارات من شأنها أن تدفع تعويضات على المدى الطويل، دون الحاجة إلى تلبية متطلبات المساهمين الأفراد (على المدى القصير). كان الانتهاء من الصفقة في 30 أكتوبر 2013 وكانت قيمتها البالغة 24.4 مليار دولار حينها أكبر عملية شراء للتكنولوجيا على الإطلاق متجاوزة عملية شراء شركة فريسكالي لأشباه الموصلات في عام 2006 مقابل 17.5 مليار دولار. ومن بين المستثمرين الصغار الآخرين شركة إم إس دي كابيتال وهي شركة استثمارية تأسست لإدارة ثروة مايكل ديل، وشركة مايكروسوفت بقرضها البالغ 2 مليار دولار، وكان هناك العديد من تسهيلات الديون من البنوك مثل باركليز وكريدي سويس وبنك أوف أمريكا وبنك كندا الملكي. وافق مساهمو ديل على اقتراح من دل للمشاركة في اندماج عكسي مع أسهم التتبع المرتبطة بمصلحتها في مزود البرامج في إم وير حيث دعي المالكين الحاليين لصرف بعض أو كل مصالحهم في ديسمبر 2018. وأصبحت شركة تقنيات ديل الآن شركة عامة مرة أخرى. |                             |
| غلوبال بلو                  | 2012  | المالية                 | استحوذت سيلفر ليك على غلوبال بلو في 24 مايو 2012 المزود الرائد لخدمات ضريبة القيمة المضافة في أوروبا مقابل حوالي 1 مليار يورو. | [ 63 ]                      |
| ايندافور                    | 2012  | الرياضة والترفيه        | استحوذت سيلفر ليك على حصة أقلية في وليام موريس إنديفور (دبليو أم إي) في 2 مايو 2012. أعلنت دبليو أم إي وسيلفر ليك أنهما ستحوذان على آي أم جي في ديسمبر 2013. ساعدت سيلفر ليك في دعم استحواذ دبليو أم إي-آي أم جي على يو أف سي في يوليو 2016. أعلنت دبليو أم إي-آي أم جي عن تشكيل شركة قابضة جديدة تسمى ايندافور في أكتوبر 2017 والتي استحوذت على المحفظة الكاملة من العلامات التجارية المملوكة والمدارة سابقاً تحت راية دبليو أم إي-آي أم جي. وطرحت ايندافور للاكتتاب العام في عام 2021 حيث كان تداوله تحت رمز المؤشر "إي دي آر" في بورصة نيويورك. استحوذت سيلفر ليك على الأسهم المتبقية من الشركة لجعلها خاصة في صفقة قدرت ايندافور بمبلغ 13 مليار دولار في أبريل 2024. | [ 64 ] [ 65 ] [ 66 ]        |
| علي بابا                    | 2011  | التجارة الإلكترونية     | في عامي 2011 و 2012 قامت سيلفر ليك باستثمارات في علي بابا بلغ مجموعها 500 مليون دولار. أُدرجت علي بابا في بورصة نيويورك في أكبر اكتتاب عام مدرج في الولايات المتحدة على الإطلاق في سبتمبر 2014 حيث احتفظت سيلفر ليك بحصة تزيد قيمتها عن 5.1 مليار دولار في ذلك الوقت. | [ 67 ]                      |
| غودادي                      | 2011  | الويب هوستينغ           | انضمت سيلفر ليك وآخرون إلى بوب بارسونز لأخذ غودادي خاصة في 1 يوليو 2011. عادت غودادي إلى السوق العامة في عام 2015. | [ 68 ]                      |
| سكايب                       | 2009  | برامج الاتصالات         | أعلنت شركة سيلفر ليك وآنديرسون هورويتس ومجلس الاستثمار في خطة المعاشات التقاعدية الكندية عن الاستحواذ على 65٪ من سكايب مقابل 1.9 مليار دولار من إيباي، مما يقدر بقيمة 2.75 مليار دولار. ووافقت مايكروسوفت على الاستحواذ على سكايب مقابل 8.5 مليار دولار نقدا في مايو 2011. | [ 13 ] [ 69 ] [ 70 ] [ 71 ] |
| أفايا                       | 2007  | برامج الاتصالات         | أكملت سيلفر ليك وشركة تي بي جي عملية استحواذ برافعة مالية بقيمة 8.2 مليار دولار لشركة تكنولوجيا الاتصالات الهاتفية ومركز الاتصال للمؤسسات التي كانت في السابق وحدة تابعة لشركة لوسنت. | [ 72 ]                      |
| سابر                        | 2006  | التجارة الإلكترونية     | أعلنت سيلفر ليك وشركة تي بي جي عن صفقة لشراء سابر التي تدير سابر ترافيل نيتورك وسابر ايرلاين سولوشن وذلك مقابل ما يقرب من 4.3 مليار دولار نقداً، بالإضافة إلى افتراض 550 مليون دولار من الديون. في وقت سابق من عام 2006 استحوذت بلاكستون على المنافس الرئيسي لشركة سابر ترافيلبورت. | [ 73 ]                      |
| إن إكس بي لأشباه الموصلات   | 2006  | إلكترونيات              | استحوذ كونسورتيوم مكون من سيلفر ليك وكيه كيه آر وألب إنفست بارتنرز على حصة مسيطرة تبلغ 80.1% من وحدة أشباه الموصلات التابعة لشركة فيليبس مقابل 6.4 مليار يورو في أغسطس 2006. وأُعيدت تسمية الشركة الجديدة ومقرها هولندا إلى إن إكس بي لأشباه الموصلات. | [ 74 ] [ 75 ]               |
| SunGard                     | 2006  | تكنولوجيا المعلومات     | كونسورتيوم مكون من سبع شركات استثمار في الأسهم الخاصة استحوذ على سن جارد في صفقة بلغت قيمتها 11.3 مليار دولار أمريكي. الشركاء في عملية الاستحواذ هم شركة سيلفر ليك التي قادت الصفقة بالإضافة إلى بين كابيتال ومجموعة بلاكستون وجولدمان ساكس كابيتال بارتنرز وكيه كيه آر وبروفيدنس إكويتي بارتنرز وشركة تي بي جي كابيتال. وتمثل هذه أكبر عملية استحواذ بالاستدانة منذ الاستحواذ على شركة آر جيه آر نابيسكو في نهاية طفرة الاستحواذ بالرافعة المالية في الثمانينيات. وأيضًا في وقت إعلانها ستكون سن جارد أكبر عملية شراء لشركة تكنولوجيا في التاريخ، وهو تمييز ستتنازل عنه لشراء شركة فريسكالي لأشباه الموصلات. وتعتبر صفقة سن جارد أيضًا ملحوظة في عدد الشركات المشاركة في الصفقة. وانتقد المستثمرين في الأسهم الخاصة مشاركة سبع شركات في الكونسورتيوم الذين اعتبروا الحيازات المشتركة بين الشركات غير جذابة بوجه عام. باع الكونسورتيوم الجزء الأكبر من أعمال شركة سنجارد إلى شركة الإخلاص الوطني لخدمات المعلومات في عام 2015. | [ 76 ]                      |
| برودكوم                     | 2005  | إلكترونيات              | استحوذت شركة سيلفر ليك وكيه كيه آر على قسم أشباه الموصلات في شركة آجيلنت لتشكيل شركة أفاجو تكنولوجيز في عام 2005 وهي واحدة من أكبر شركات أشباه الموصلات المملوكة للقطاع الخاص في العالم. ثم أكملت أفاجو طرحًا عامًا أوليًا بقيمة 650 مليون دولار في عام 2009. وأعادت سيلفر ليك استثمار مليار دولار أمريكي في أفاجو للمساعدة في تمويل استحواذها على أل أس آي في عام 2013. دعمت سيلفر ليك عملية استحواذ أفاجو على شركة برودكوم بقيمة 37 مليار دولار في عام 2015 وهي أكبر صفقة تقنية مسجلة في ذلك الوقت. | [ 77 ] [ 78 ] [ 79 ]        |

## استراتيجيات الاستثمار
تعمل شركة سيلفر ليك بناءً على أربع استراتيجيات أساسية تركز جميعها على الاستثمارات التكنولوجية:
- تقوم شركة شركاء سيلفر ليك باستثمارات خاصة في شركات التكنولوجيا ذات القيمة السوقية الكبيرة والشركات المعتمدة على التكنولوجيا. تشكل شركة شركاء سيلفر ليك الجزء الأكبر من أصول الشركة الخاضعة للإدارة.[80][81]
- توفر شركة سيلفر ليك جبال الألب استثمارات منظمة في الأسهم والديون في الشركات التكنولوجية والشركات المعتمدة على التكنولوجيا.
- توفر شركة سيلفر ليك ووترمان رأس مال النمو بناءً على منتج ديون النمو الخاص بها لشركات النمو في مرحلة لاحقة في الصناعات التكنولوجية والصناعات المعتمدة على التكنولوجيا.[82]
- رأس المال طويل الأجل في سيلفر ليك هو استراتيجية طويلة الأجل تسمح بتفويض واسع للاستثمار في الديون والأسهم عبر المناطق الجغرافية والصناعات.[83]